# Труппен

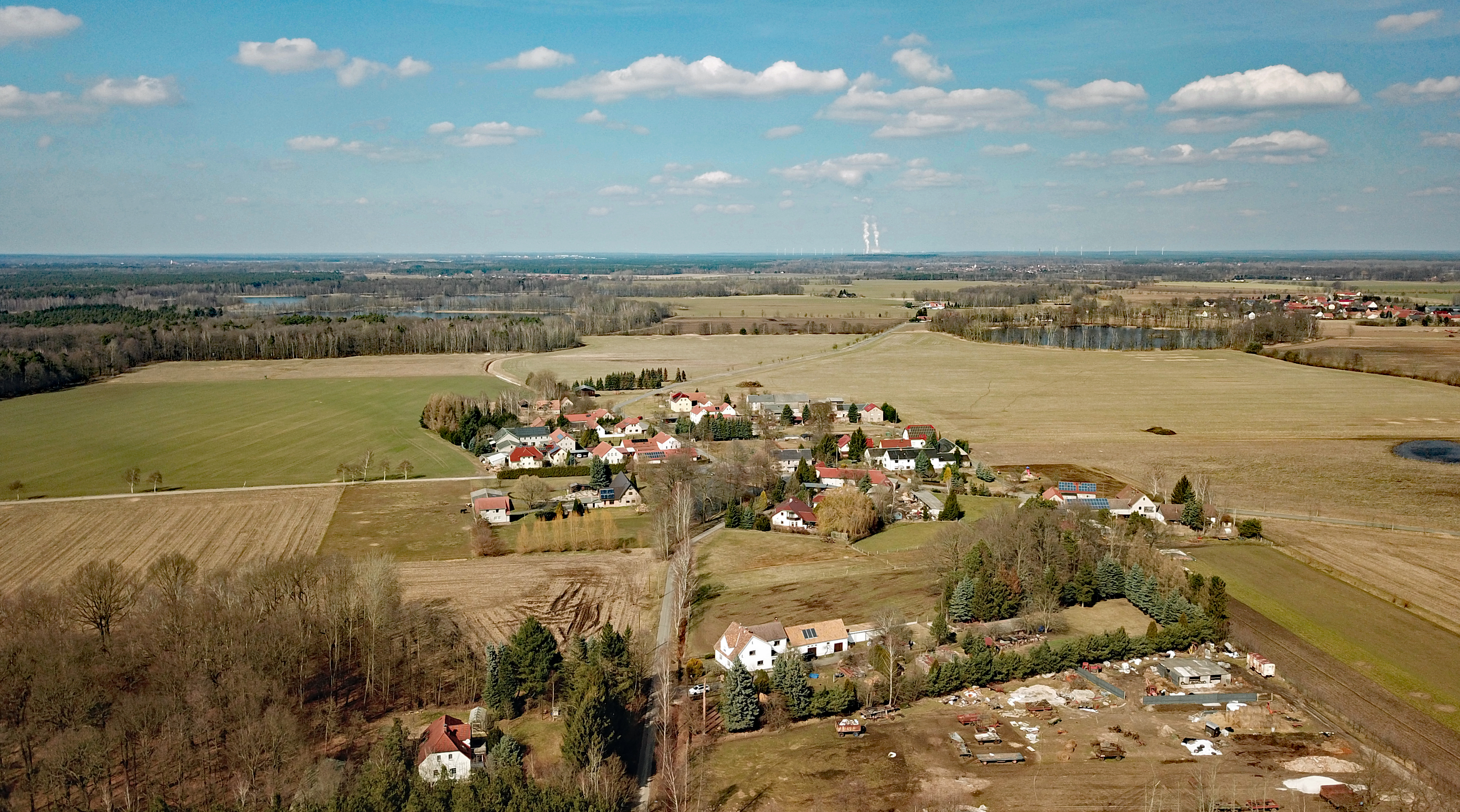

Тру́ппен или Тру́пин (нем. Truppen; в.-луж. Trupin) — деревня в Верхней Лужице, Германия. Входит в состав коммуны Кёнигсварта района Баутцен в земле Саксония. Подчиняется административному округу Дрезден.

## География
Находится на западе коммуны в южной части района Лужицких озёр примерно в 19 километрах северо-западнее от Баутцена и в трёх километрах западнее от административного центра коммуны Кёнигсварта. На западе от деревни находится лесной массив и на севере и востоке — рыбоводческие пруды.
Соседние населённые пункты: на северо-востоке — деревня Коморов, на юго-востоке — деревня Кача-Корчма, на юге — деревня Йитк и на западе — деревня Конецы коммуны Ральбиц-Розенталь.

## История
Деревня имеет древнеславянскую круговую форму построения домов с площадью в центре. Впервые упоминается в 1380 году под наименованием Trupin.
С 1936 по 1957 года входила в коммуну Коммерау. С 1957 года входит в современную коммуну Кёнигсварта.
В настоящее время деревня входит в состав культурно-территориальной автономии «Лужицкая поселенческая область», на территории которой действуют законодательные акты земель Саксонии и Бранденбурга, содействующие сохранению лужицких языков и культуры лужичан.
Исторические немецкие наименования.
- Trupin, 1380
- Tropin, 1407
- Truppe, 1419
- Droppe, 1499
- Truppe, 1519
- Troppen, 1556
- Truppen, 1791

## Население
Официальным языком в населённом пункте, помимо немецкого, является также верхнелужицкий язык.
Согласно статистическому сочинению «Dodawki k statisticy a etnografiji łužickich Serbow» Арношта Муки в 1884 году в деревне проживало 142 человека (из них — 142 серболужичанина (100 %)).
| 1834 | 1871 | 1890 | 1910 | 1925 |
| ---- | ---- | ---- | ---- | ---- |
| 106  | 114  | 121  | 100  | 108  |